# 대한민국의 농구
대한민국의 농구는 대한민국농구협회가 대한민국의 농구 종목 행정을 총괄한다.

## 대회

### 폐지 대회
| 대회                   | 주최                 | 설립   | 폐지   | 비고 |
| ---------------------- | -------------------- | ------ | ------ | ---- |
| 전조선농구전           | 조선농구협회         | 1925년 | 1925년 |      |
| 전조선중등학교농구대회 | 조선중앙기독교청년회 | 1925년 | 1925년 |      |

## 참고 문헌
- 대한체육회 대회운영부 (2023년 9월 12일). 《2023년 종목별 전국규모 국내대회 개최현황》. 대한체육회.
- “스포츠지원포털 등록 현황”. 대한체육회.
- 《2019 체육백서》. 대한민국 문화체육관광부. 2021.
- 《2020 체육백서》. 대한민국 문화체육관광부. 2022.
- 《2021 체육백서》. 대한민국 문화체육관광부. 2023.
- 《2022 체육백서》. 대한민국 문화체육관광부. 2024.

## 같이 보기
- 대한민국농구협회